# Grupo Coral Laudamus

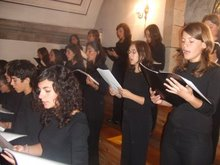
Grupo Coral Laudamus

O Grupo Coral Laudamus é um dos quatro grupos corais da igreja matriz de Santa Maria de Válega.

## Historial
Fundado em 1999 na paróquia de Válega, concelho de Ovar, por iniciativa de alguns catequistas que animavam as sessões catequéticas ao sábado à noite. Embora inicialmente com poucos coralistas e exclusivamente do sexo feminino, o grupo foi-se enriquecendo e conta actualmente com cerca de 25 elementos, de ambos os sexos. Foi constituído como Associação sem fins lucrativos por escritura pública no ano de 2009. Tem sido convidado para cerimónias de casamento em diversas partes do país, fundamentalmente na região Norte (Ovar, Espinho, Sever do Vouga, São João da Pesqueira).
Maioritariamente acompanhado por órgão, o grupo coral tem-se apresentado também a capella, por vezes com acompanhamento de guitarras clássicas, flautas (bísel e transversal), violino e percussão.
Como órgãos consultivos, o Coro conta com um conselho artístico do qual fazem parte os delegados de naipe - um por cada - que semanalmente decide os programas/projectos a ensaiar.
Desde a sua fundação conta com a Direcção Artística de Eduardo Martins e assistência à direcção por Lígia Martins.

## Interpretações
Apresenta um reportório sacro-litúrgico deveras diversificado englobando obras corais de compositores portugueses e estrangeiros, tanto numa vertente ligeira como mais erudita. O Coro encontra-se dividido em quatro naipes essenciais: Soprano,Mezzo-soprano,Contralto,Barítono.
Das obras interpretadas insere-se o Miserere de Francisco L.L.Macedo, Stabat Mater de J.Rheinberger, Agnus Dei de Bardoz, Verbum Panis de M.Balduzzi, entre outras.

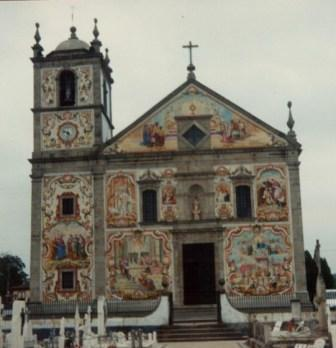
Igreja matriz de Santa Maria de Válega

Das actividades de maior relevo deste Grupo saliente-se a participação nos momentos fortes da paróquia de Válega (como a semana santa e Natal)e da comunidade, a organização de encontros de coros, um dos quais com a honrosa presença do Coral de Letras da Universidade de Coimbra em 2006, e no ano 2008  na organização de um concerto integrado na reabertura da igreja matriz ao culto. Desde 2012 organiza um festival coral denominado Festival Natal em Coro (FNC) que já contou com a participação de seis coros do distrito de Aveiro, dois do Porto, um de Lisboa e um de Évora. Um festival com concertos indoor e outdoor, recitais canto e piano e workshops. Participou em encontros corais como o realizado em Paranhos – Porto - 2008, em 2009 no VII Festival de Outono em Santo André Vagos, no concerto de Natal inserido nas comemorações do 100.º aniversário da Escola Oliveira Lopes (Válega - Ovar) (2010), concerto de solidariedade em S. João de Ovar, e encontro de coros em Belazaima do Chão - Águeda (2013) .Em 2009 foi coro residente no Musical Fonte dos Amores de Eduardo Martins, alusivo à temática de Inês de Castro.

## Actividades extra
O Coro preza-se por alargar o âmbito da sua actuação à vida civil, participando em iniciativas sociais e culturais, nomeadamente concertos de solidariedade.
Como forma de promoção da criação de laços entre os coralistas tem organizado momentos de convívio . Neste âmbito, para além de almoços/jantares - como é o caso da típica Ceia de Natal Laudamiana - foram já realizadas digressões a São João da Pesqueira - Viseu, Lugar da Cabreia - Sever do Vouga e Ul (Oliveira de Azeméis) em Aveiro, Sintra - Património Mundial em Lisboa, Ponte de Lima e Baiona - Espanha.